# Musculus pectoralis superficialis
Der Musculus pectoralis superficialis (lateinisch für „oberflächlicher Brustmuskel“) ist ein Skelettmuskel der Brustregion bei den vierfüßigen Säugetieren. Er entspricht etwa dem Musculus pectoralis major des Menschen, ist aber bei den Quadrupeden der schwächere Brustmuskel und bedeckt den wesentlich kräftigeren Musculus pectoralis profundus. Der Musculus pectoralis superficialis besteht aus zwei Anteilen, dem Musculus pectoralis transversus („querverlaufender Brustmuskel“) und dem Musculus pectoralis descendens („absteigender Brustmuskel“).
Beide Anteile entspringen am Brustbein. Der vom Manubrium sterni kommende absteigende Brustmuskel setzt an der Crista humeri des Oberarmknochens an, der querverlaufende Brustmuskel endet bei Raubtieren ebenfalls an der Crista humeri, bei den Huftieren an der Unterarmfaszie (Fascia antebrachii).
Der Musculus pectoralis superficialis zieht die Vordergliedmaßen nach innen (Adduktion) und, in Abhängigkeit von der Gliedmaßenstellung, nach vorn oder nach hinten.
Der Muskel wird von den vorderen Brustnerven (Nervi pectorales craniales) innerviert.